# Jakonett
Jakonnet, Jaconet, Jaconett, oder Jaconnet (abgeleitet von dem Französischen „Jaconas“) ist ein weißes, feines, lockeres, glatt gewebtes Baumwollzeug zwischen Musselin und Batist.
Es ist weich ausgerüsteter, einseitig mit Appreturmasse gefüllter Futterstoff und dem Bougram ähnlich. Es dient als Zwischenfutter für Damenkleidung und als Pikierstoff für Pelzwaren, außerdem wird es in der Spielwarenindustrie und für Lederwaren eingesetzt und als Jakonettband in der Elektrotechnik.
Als Material für Damenkleider kam es wahrscheinlich ursprünglich aus Glasgow in Schottland, später dann aus Frankreich und auch aus Deutschland, dort zum Beispiel aus Plauen.